# Somoni
O somoni ou em português somone, somôni, (em tajique: cомонӣ) é a moeda oficial do Tajiquistão desde 2000, quando substituiu o Rublo tajique a uma taxa de 1 somoni = 1000 rublos.

## Moedas
As moedas de circulação foram introduzidas pela primeira vez em 2001 com as denominações de 5, 10, 20, 25 e 50 dirames compostos de aço revestido de latão e 1, 3 e 5 somonis em aço revestido de níquel, as moedas bimetálicas de 3 e 5 somonis foram lançadas pela primeira vez em 2003. O reverso das moedas de somoni foram mudados anualmente para comemorar vários eventos. Uma segunda versão datada de 2011 foi emitida em junho de 2012, incluindo 5, 10, 20 e 50 dirames e 1 somoni.

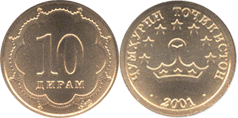
Moeda de 10 dirames
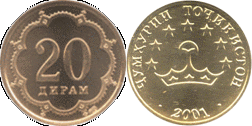
Moeda de 20 dirames
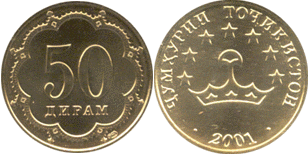
Moeda de 50 dirames

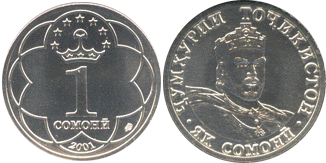
Moeda de 1 somoni
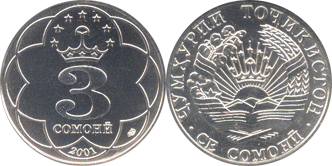
Moeda de 3 somoni
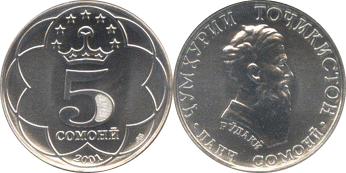
Moeda de 5 somoni